# VINX
VINX är ett index som är sammansatt av samtliga nordiska börser. Indexet revideras en gång per år och basdatum är 29 december 2000 med värde 100.